# ピーター・ライト (振付家)
サー・ピーター・ライト（Peter Wright, CBE、1926年11月25日 - ）は、英国のバレエ指導者、振付家、芸術監督で、若い頃はダンサーとしても活動していた。1977年から1995年まで、バーミンガムに本拠を置くバーミンガム・ロイヤル・バレエ団の芸術監督を務めた。1995年に引退し、同団から桂冠名誉芸術監督に任じられた。

## 幼少期
ライトはレイトン・パーク校で初等教育を受けた後、ベダレス校に進学した。16歳の時、母親に連れられて観劇した『レ・シルフィード』の公演をきっかけにダンスの道を志すようになった。しかし、会計士だった父は非常に熱心なクエーカー教徒だったため、ライトがダンスの道に進むことを許さなかった。このため、ライトは17歳のとき退学して家を出た。

## 経歴
家出した後、サドラーズ・ウェルズ・バレエ学校（現在のロイヤル・バレエ学校）に入学するためニネット・ド・ヴァロアのオーディションを受けたが、叶わなかった。そのためライトはドイツの振付家クルト・ヨースの申し出を受け入れて、ヨースが主宰するバレエ団「バレエ・ヨース」の見習団員となった。ライトはバレエ・ヨースで2年間学びながら、さまざまな表現主義作品やモダンダンス作品を踊った。しかし、そのうち自分にはクラシック・バレエのトレーニングが必要だと判断してロンドンに戻り、ワガノワ・メソッドの第一人者であったヴェラ・ヴォルコヴァに師事した。その後、再びニネット・ド・ヴァロアを訪ねて改めてオーディションを受けたところ、サドラーズ・ウェルズ劇場バレエ団で踊る契約を勝ち取ることができた。
1955年、ド・ヴァロアは、サドラーズ・ウェルズ・オペラ団でオペラの劇中にバレエを踊る、サドラーズ・ウェルズ・オペラ・バレエ団の結成にあたり、ライトに監督の役目を与えた。1957年後半には初めて振付家としての仕事を与えられ、サドラーズ・ウェルズ劇場バレエ団のためのバレエ作品『青いバラ』を制作した。1959年には、ロイヤル・バレエ学校の教職を得た。
1961年、サドラーズ・ウェルズ・バレエ団およびロイヤル・バレエ団でダンサー・振付家として活動していたジョン・クランコがヴュルテンベルク州立劇場バレエ団に移籍するにあたってライトに同行を打診し、これを受けたことは、ライトのキャリアにおける大きな転機となった。クランコはドイツに移住し、ヴュルテンベルク州立劇場バレエ団を母体として新たにシュトゥットガルト・バレエ団を立ち上げた。ライトは同団にバレエマスター、教師、振付家として入団し、『ミラー・ウォーカーズ』、『ナムーナ』、『ダンサーのためのデザイン』、『グレート・ピーコック』、『クインテット』などを制作した。シュトゥットガルトでは独創的な改訂を行った『ジゼル』を監督し、古典レパートリーのプロデューサーとしても国際的に有名になった。
その後、ライト版『ジゼル』はロイヤル・バレエ団、バーミンガム・ロイヤル・バレエ団の他、多くの国際的なバレエ団でも上演された。クラシック・バレエの大作の新解釈でも注目を集め、ライト版の『眠れる森の美女』、『コッペリア』、『白鳥の湖』は今日も世界中で上演されている。ライトの作品で最も成功したものは『くるみ割り人形』であり、初演から25周年を迎えた2009年には、米国の一部の映画館で高解像度で上映された。
1969年、ライトは芸術スタッフとしてロイヤル・バレエ団に戻り、後に芸術監督兼振付家であったケネス・マクミランの元でアソシエイト・ディレクターとして活躍した。1977年にはサドラーズ・ウェルズ・ロイヤル・バレエ団（元サドラーズ・ウェルズ劇場バレエ団）の芸術監督に就任した。
サドラーズ・ウェルズ・ロイヤル・バレエ団は1990年にバーミンガムに移転してバーミンガム・ロイヤル・バレエ団に改称されたが、そのときもライトが芸術監督として同団を率いた。1995年に引退し、後任の芸術監督にはデヴィッド・ビントレーが就任した。

## 受章歴
- 1981年 - イブニング・スタンダード・アワード・フォー・バレエ
- 1985年 - 大英帝国勲章コマンダー章（CBE）
- 1990年 - ロンドン大学名誉音楽博士（DMus）
- 1990年 - バーミンガム大学 パフォーマンス・スタディーズ特任教授
- 1990年 - ロイヤル・アカデミー・オブ・ダンス エリザベス2世戴冠記念章
- 1991年 - バーミンガム音楽学校（FBSM）名誉フェローシップ
- 1991年 - デジタル・プレミア・アワード
- 1993年 - エリザベス2世よりナイト叙任
- 1994年 - バーミンガム大学名誉文学博士（DLitt）
- 1995年 - 芸術監督退任に伴い、バーミンガム・ロイヤル・バレエ団桂冠名誉芸術監督に任命